# Lijst van rotskaardespinnen
Deze pagina beschrijft alle soorten uit de familie der rotskaardespinnen (Titanoecidae).

## Anuvinda
Anuvinda Lehtinen, 1967
- Anuvinda escheri (Reimoser, 1934)

## Goeldia
Goeldia Keyserling, 1891
- Goeldia arnozoi (Mello-Leitão, 1924)
- Goeldia chinipensis Leech, 1972
- Goeldia luteipes (Keyserling, 1891)
- Goeldia mexicana (O. P.-Cambridge, 1896)
- Goeldia nigra (Mello-Leitão, 1917)
- Goeldia obscura (Keyserling, 1878)
- Goeldia patellaris (Simon, 1892)
- Goeldia tizamina (Chamberlin & Ivie, 1938)
- Goeldia zyngierae Almeida-Silva, Brescovit & Dias, 2009

## Nurscia
Nurscia Simon, 1874
- Nurscia albofasciata (Strand, 1907)
- Nurscia albomaculata (Lucas, 1846)
- Nurscia albosignata Simon, 1874
- Nurscia sequerai (Simon, 1892)

## Pandava
Pandava Lehtinen, 1967
- Pandava hunanensis Yin & Bao, 2001
- Pandava laminata (Thorell, 1878)

## Titanoeca
Titanoeca Thorell, 1870
- Titanoeca altaica Song & Zhou, 1994
- Titanoeca americana Emerton, 1888
- Titanoeca asimilis Song & Zhu, 1985
- Titanoeca brunnea Emerton, 1888
- Titanoeca caucasica Dunin, 1985
- Titanoeca eca Marusik, 1995
- Titanoeca flavicoma L. Koch, 1872
- Titanoeca guayaquilensis Schmidt, 1971
- Titanoeca gyirongensis Hu, 2001
- Titanoeca hispanica Wunderlich, 1995
- Titanoeca incerta (Nosek, 1905)
- Titanoeca lehtineni Fet, 1986
- Titanoeca lianyuanensis Xu, Yin & Bao, 2002
- Titanoeca liaoningensis Zhu, Gao & Guan, 1993
- Titanoeca mae Song, Zhang & Zhu, 2002
- Titanoeca minuta Marusik, 1995
- Titanoeca monticola (Simon, 1870)
- Titanoeca nigrella (Chamberlin, 1919)
- Titanoeca nivalis Simon, 1874
- Titanoeca palpator Hu & Li, 1987
- Titanoeca praefica (Simon, 1870)
- Titanoeca psammophila Wunderlich, 1993
- Titanoeca quadriguttata (Hahn, 1833)
- Titanoeca schineri L. Koch, 1872
- Titanoeca tristis L. Koch, 1872
- Titanoeca turkmenia Wunderlich, 1995
- Titanoeca ukrainica Guryanova, 1992
- Titanoeca veteranica Herman, 1879